# Sovizzo
Sovizzo es un municipio italiano de 6.369 habitantes de la provincia de Vicenza (región de Véneto). 

## Demografía
| Gráfica de evolución demográfica de Sovizzo entre 1861 y 2001 |
|                                                               |
| fuente ISTAT - elaboración gráfica a cargo de Wikipedia       |